# Lubricante (dermatología)
Los lubricantes o lubrificantes son sustancias diseñadas para retener el agua en la superficie de la piel. Se usan en cosmética y preparados farmacológicos para su uso en dermatología.

## Etimología
La palabra proviene del latín lubricus, que significa que hace resbalar.

## Descripción
Los lubricantes son mezclas complejas que se utilizan para humedecer la superficie cutánea. La complicación del diseño obedece a la intención de hacerlos más eficaces en la hidratación de la piel y, al mismo tiempo, más agradables cosméticamente al momento de aplicarlos.

## Vehículos
Los vehículos más usados para proporcionar la lubricación cutánea son bases de vaselina o combinaciones de lanolina y vaselina.
- Los vehículos sólidos que contienen poca o nada de agua se conocen como ungüentos.
- Los vehículos sólidos con un 20 a un 50% de agua se les denominan cremas.

De preferencia, los lubricantes deben ser aplicados con la piel húmeda; por ejemplo, después de ducharse. A algunos lubricantes se les añade fragancia y muchos son de venta en farmacias o departamentos de perfumería en tiendas comerciales. Mientras más compleja sea la formulación del producto, mayor será el costo del mismo.

## Usos
Se utilizan en las áreas expuestas de la piel, como el dorso de las manos y los brazos, donde se busca la conservación del agua en el estrato córneo.
Cuando se usa como terapia la finalidad es controlar los cuadros crónicos de sequedad, sobre todo cuando existe algún tipo de inflamación.

## Funciones principales
Las funciones principales de los lubricantes son:
- Impedir la pérdida de agua, sobre todo en lugares secos o áridos.
- Retener el calor corporal.
- Reducir a un mínimo la descamación.